# Zorzines insulicola
Zorzines insulicola är en fjärilsart som beskrevs av Inoue 1988. Zorzines insulicola ingår i släktet Zorzines och familjen nattflyn. Inga underarter finns listade i Catalogue of Life.